# Javorka (přítok Cidliny)
Javorka je řeka v okresech Jičín a Hradec Králové v Královéhradeckém kraji. Je to levostranný a celkově druhý největší přítok řeky Cidliny. Délka toku činí 39,05 km. Plocha povodí měří 208,0 km².

## Průběh toku
Řeka pramení východně od Nové Paky u městečka Pecka v nadmořské výšce okolo 450 m. Protéká mj. Lázněmi Bělohradem, Šárovcovou Lhotou a Ostroměří. U Nového Bydžova v blízkosti obce Skřivany se vlévá do Cidliny na jejím 44,4 říčním kilometru.
Úsek toku od Obory k soutoku s Cidlinou je součástí přírodní památky Javorka a Cidlina – Sběř.

### Větší přítoky
- Lhotský potok, zleva, ř. km 35,9[1]
- Zlatnice, zprava, ř. km 33,9[3]
- Štikovský potok, zprava, ř. km 33,8[4]
- Dubovec, zleva, ř. km 24,9[5]
- Lukavecký potok, zleva, ř. km 24,6[5]
- Heřmanka, zprava, ř. km 23,9[6]
- Chotečský potok, zprava, ř. km 22,8[7]
- Bukovka, zprava, ř. km 11,8[3]
- Lužanka, zprava, ř. km 9,9[3]
- Ohnišťanský potok, zleva, ř. km 6,5[5]
- Smrkovický potok, zprava, ř. km 6,0[6]
- Stihňovský potok, zleva, ř. km 1,7[7]

## Vodní režim

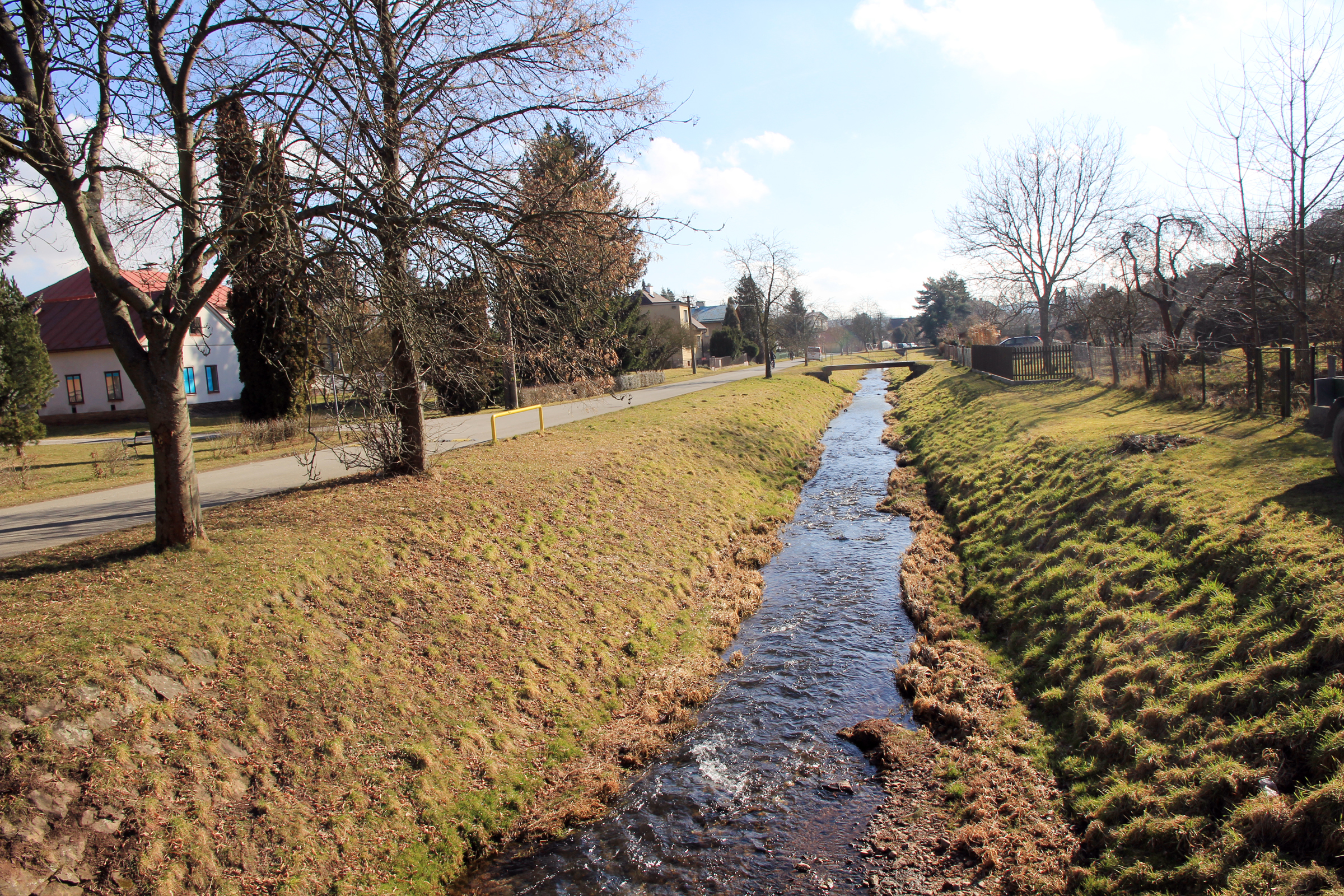
Javorka v Lázních Bělohradě

Průměrný průtok u ústí činí 0,94 m³/s.
Hlásný profil:
| místo          | říční km | plocha povodí | průměrný průtok (Qa) | stoletá voda (Q100) |
| -------------- | -------- | ------------- | -------------------- | ------------------- |
| Lázně Bělohrad | 28,60    | 38,35 km²     | 0,38 m³/s            | 32,9 m³/s           |

## Mlýny
- Javorský mlýn – Dolní Javoří, okres Jičín

## Odkazy

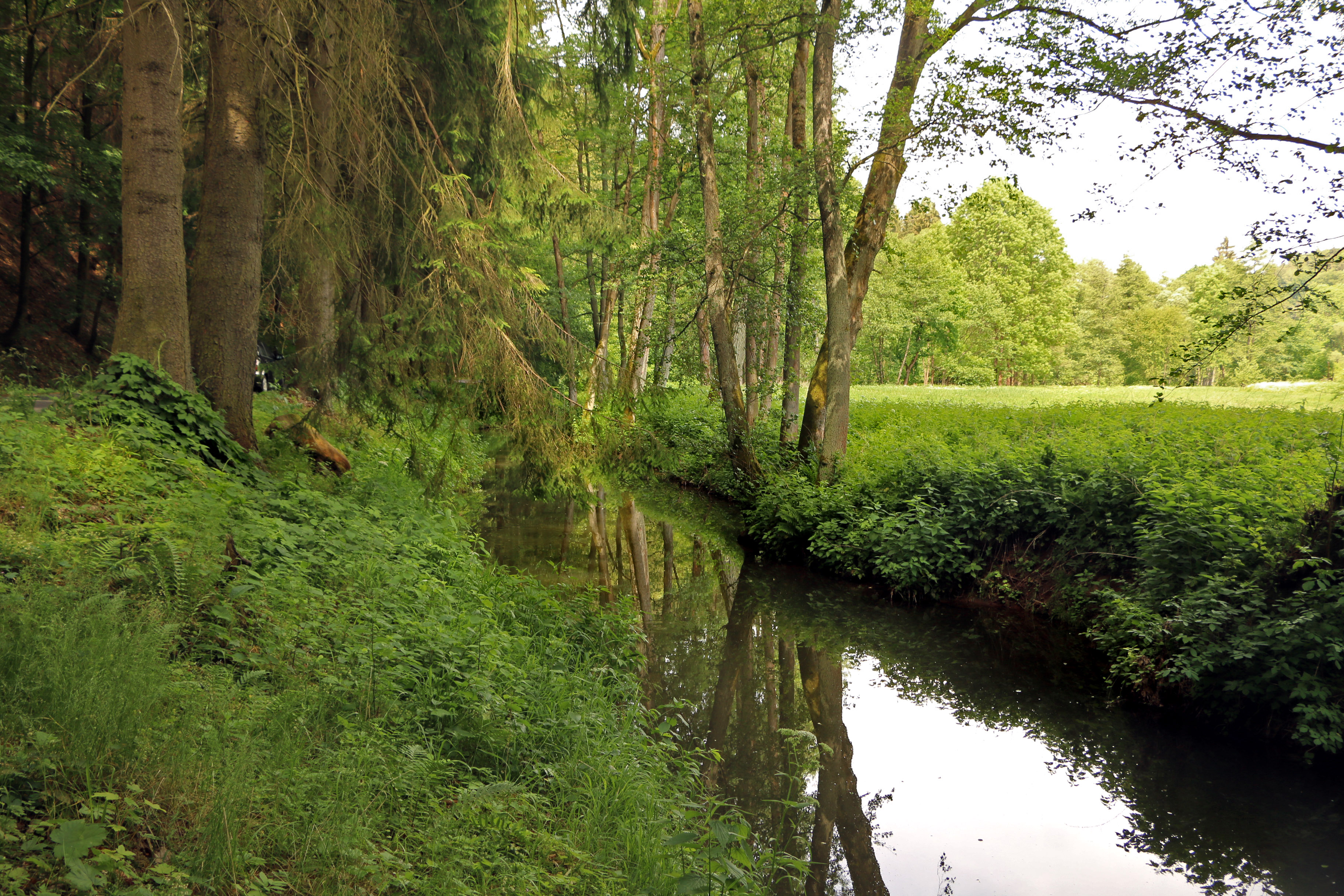
Javorka v Dolním Mezihoří